# Rotariu
Rotariu
- Iosif Rotariu (* 1962), un fotbalist român
- Dorin Rotariu (* 1995), un fotbalist român